# 上毛野穎人
上毛野 穎人（かみつけの の かいひと/ひでひと）は、平安時代初期の貴族・漢詩人。姓は公のち朝臣。主計頭・上毛野大川の子。官位は従四位上・東宮学士。

## 経歴
文章生に補せられて簡単に歴史を学んだのち、延暦20年12月（802年）に右少史に任じられ。延暦23年（804年）7月に遣唐使に録事として加わって渡唐、唐において通訳の語る言葉が通じない際には、筆談によって唐人と意思疎通したという。翌延暦24年（805年）6月に帰朝した（この時の官位は正六位上行左少史兼常陸少目）。
延暦25年（806年）4月に右大史に昇ると、7月に大内記、8月に左大史、翌大同2年（807年）6月に大外記と文筆を掌る官職を歴任し、大同4年（809年）には渡唐の功労により外従五位下に昇叙された。
大同4年12月（810年1月または2月）に平城上皇が旧都である平城京へ移ると、外記局は二分されてその官人がそれぞれ平安京・平城京に出仕することになった際、穎人は大外記として平城京に出仕した。弘仁元年（810年）に入ると公姓から朝臣姓に改姓する。同年9月に発生した薬子の変では、平城上皇が挙兵のために東国に向かおうとした際に、陪従たちは慌てふためきどうすべきかわからず混乱したが、穎人は平城京を脱出して平安京に向かい、嵯峨天皇に平城上皇の動静を上奏する。この功労により内位の従五位上に叙せられた。その後、弘仁2年（811年）に度者1人を、翌弘仁3年（812年）2月には山城国乙訓郡の土地1町を賜与されている。またこの間、弘仁6年に上表された『新撰姓氏録』の編纂事業にも参加した。
弘仁8年（817年）に皇太子・大伴親王（のち淳和天皇）の東宮学士に転じ、のち民部大輔も歴任した。この間、弘仁10年（819年）正五位下、弘仁11年（820年）従四位下と嵯峨朝後半にかけて急速に昇進し、従四位上にまで至った。晩年は酒に耽る日々を過ごしたという。
弘仁12年（821年）8月18日卒去。享年56。最終官位は東宮学士従四位上。

## 人物
穎人の属する上毛野氏（上毛野公（君））は本来帰化系氏族の田辺氏（姓は史）で、上毛野の氏名（うじな）は古代の豪族で皇別氏族である上毛野氏を冒称したものと考えられる。田辺氏は帰化系氏族として大化の改新以後の外交といった学問的素養を要する分野で活躍する氏族であったため、穎人もその出自を買われて遣唐録事や『姓氏録』編纂を命じられたと想定される。
また『凌雲集』を始めとする漢詩集に作品が採録されているように、当代の漢詩人としても知られていた。なお、『凌雲集』における詩は「春日帰田直疏」と題され、「于禄終無験」や「空手飢方至」「世途如此苦何處遇春恩」といった詩句が見えることから、これを薬子の変以前の官途上の不遇を託つ詩であったと見ることもでき、そうした境遇が変に際して彼を嵯峨天皇の許に走らせた可能性がある。

## 官歴
注記のないものは『六国史』による。
- 時期不詳：文章生
- 延暦20年（801年） 12月：右少史[8][9]
- 時期不詳：兼常陸少目
- 延暦23年（804年） 日付不詳：遣唐録事
- 延暦25年（806年） 4月：右大史。7月：大内記。8月：左大史[8]
- 大同2年（807年） 6月：大外記[8]
- 大同4年（809年） 9月1日：外従五位下
- 弘仁元年（810年） 日付不詳：公姓から朝臣姓に改姓[10]。9月11日：従五位上（内位）
- 弘仁2年（811年） 3月14日：賜度一人
- 弘仁3年（812年） 正月12日：兼因幡介
- 弘仁7年（816年） 正月：止因幡介[11]
- 弘仁8年（817年） 2月6日：東宮学士[8]
- 時期不詳：民部大輔
- 弘仁10年（819年） 正月7日：正五位下
- 弘仁11年（820年） 正月7日：従四位下
- 時期不詳：従四位上
- 弘仁12年（821年） 8月18日：卒去（東宮学士従四位上）